# Weren

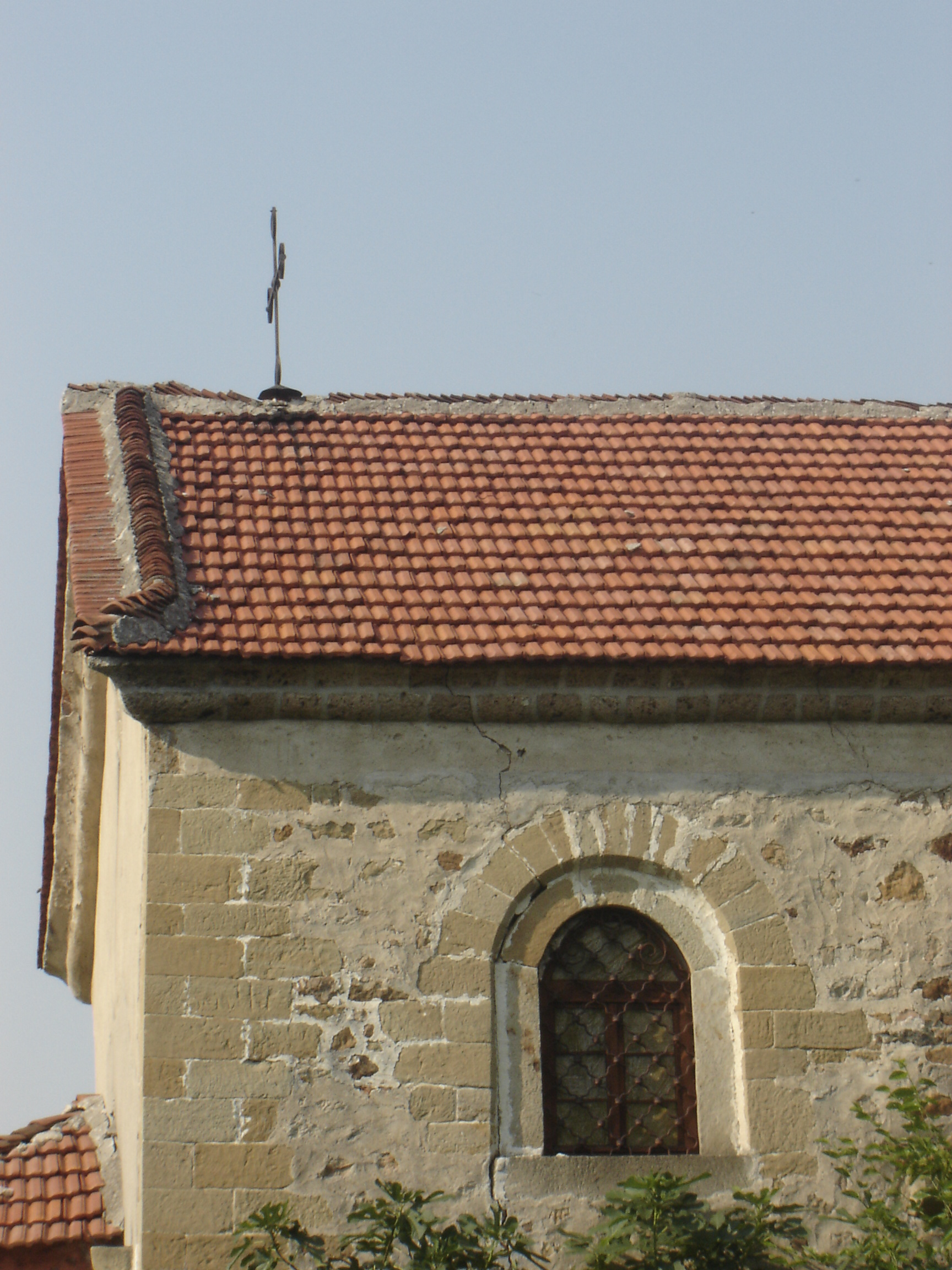
Cerkiew w Werenie.

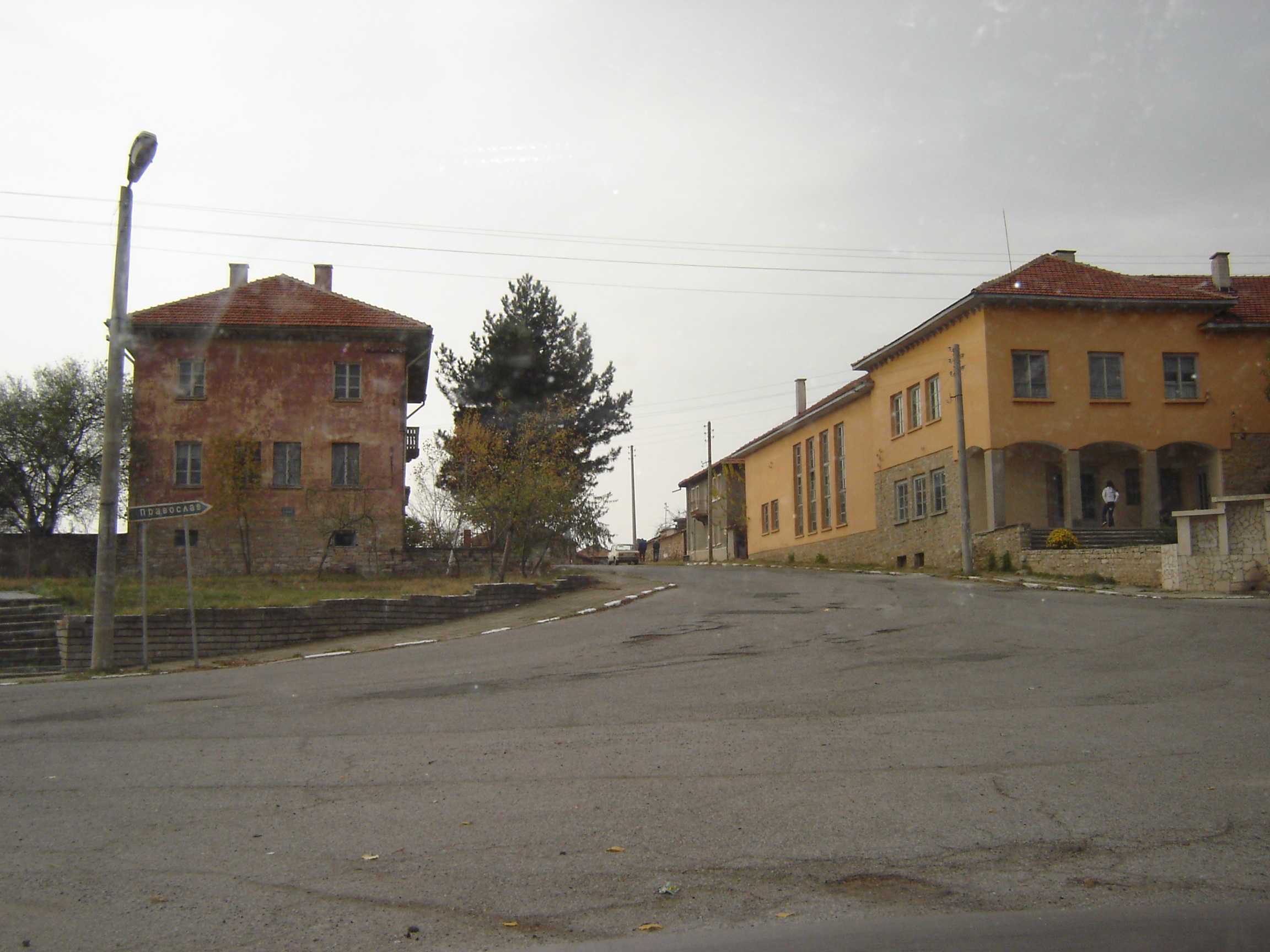
Dom kultury (budynek po prawej stronie).

Weren (bułg. Верен) – wieś w południowej Bułgarii, w obwodzie Stara Zagora, w gminie Bratja Daskałowi. Według danych Narodowego Instytutu Statystycznego, 31 grudnia 2011 roku wieś liczyła 187 mieszkańców.

## Geografia

### Położenie
Weren znajduje się na Wzgórzach Czirpańskich, u podnóża Srednej Gory.

### Środowisko naturalne
Na północy rozmieszczone są pastwiska i lasy iglasto-liściaste, a na południu znajdują się głównie pola uprawne.

## Historia
Dawniej wieś nazywała się Sadyk bej. Wieś słynęła z wyrobów winiarskich; przed II wojną światową posiadała także gorzelnię. W 2007 roku w okolicach Werenu miał miejsce pożar, który pochłonął ponad 700 akrów lasu iglastego.

## Gospodarka
Mieszkańcy uprawiają zboża, słoneczniki, orzeszki ziemne, drzewa owocowe oraz winorośl. Istnieją tu korzystne warunki klimatyczne dla uprawy warzyw, ale brakuje odpowiedniego nawadniania.

## Infrastruktora społeczna
We wsi znajduje się cerkiew, dom kultury Christa Botewa, biblioteka, kawiarnia Czilik bar, schronisko turystyczne oraz kaktusowy ogród.

## Imprezy cykliczne
Sobór we wsi odbywa się w pierwszym tygodniu września.

## Osoby związane z Wareniem
- Nikołaj Wyłkanow – ksiądz, 10 września 1944 roku zaginął

### Urodzeni w Wereniu
- Minczo Genczew Kondarew – rektor WSI-Płowdiw, specjalista winiarstwa
- Minczo Petrow Drandarewski – deputowany